# Gołąbek pokoju

Gołąbek pokoju z gałązką oliwną

Gołąbek pokoju – symbol pokoju między narodami, używany przez różne ruchy pokojowe po II wojnie światowej, szczególnie chętnie przez sterowaną przez komunistów „Światową Radę Pokoju” i organizacje jej podległe.

## Historia symbolu
Gołąb, w rzeczywistości ptak niepokojowego usposobienia, lecz bardzo agresywny wobec innych przedstawicieli swej rodziny gołębiowatych, uzyskał status symbolu pokoju i spokoju już w Starym Testamencie (Rdz 8, 10-11): 

a poczekawszy jeszcze drugie siedem dni (Noe) powtóre wypuścił gołębicę z korabia / I wróciła do niego gołębica pod wieczór, a oto różdżka oliwy urwana w uściech jej, a tak poznał Noe, że opadły wody z wierzchu ziemi.

 Ponownie gołąb pojawił się w Biblii w Nowym Testamencie (Mk 1, 10; chrzest Jezusa): 

a zarazem wystąpiwszy z wody, ujrzał rozstępujące się niebiosa, i Ducha jako gołębicę nań wstępującego.

W starożytności uważano gołębie za „czyste ptaki”, nie posiadające żółci, która uważana była za źródło wszelakiego zła w ciele człowieka.
Nowoczesny symbol „gołębia pokoju” stworzył Pablo Picasso (wówczas członek Francuskiej Partii Komunistycznej) podczas „Światowego Kongresu Intelektualistów w Obronie Pokoju” w 1948 we Wrocławiu na serwetce w restauracji przy hotelu Monopol przy ul. Świdnickiej. Otrzymał potem za to sowiecką Nagrodę Leninowską.
Reżim komunistyczny często wykorzystywał gołębie w celach propagandowych, np. przy światowych festiwalach młodzieżowych: w czasie VI. Festiwalu w Moskwie w roku 1957 wypuszczono z klatek na wolność parę tysięcy białych gołębi, nie licząc się z konsekwencjami wynikającymi z wysoce rozwiniętego popędu seksualnego tych ptaków i ich płodności – już dwa lata później naliczono w Moskwie 35 tys. gołębi tego gatunku.